# 滁州—乌衣—南京铁路
滁州—乌衣—南京铁路，又名滁州轨道交通4号线、滁宁城际南线、宁滁城际南线、滁州至南京轨道交通南线，是中华人民共和国安徽省滁州市力争并已经纳入长江三角洲地区多层次轨道交通规划远期布局的一条铁路，该铁路接入江苏省南京市南京北站。

## 歷史
2016年，滁州市城市轨道线网规划出炉（2015-2030年），内含滁州轨道交通4号线。同年，据荔枝网透露，接入南京北站的线路有宁滁城际南线。2018年，据荔枝网报道，南京北站效果图首次曝光，接入的地铁线路含有宁滁南线，该线截止2018年，尚处于概念规划阶段。
2019年，滁州市规建委召开滁州市轨道交通4号线过境线路空间控制预留专题讨论会，结合拟选址线型，再次进行现场探勘和用地区域预留研究。滁州市自然资源与规划局南谯分局对滁州轨道四号线线路规划选址工作。同年，吴文宏介绍了乌衣总体规划编制推进和调整情况，并征求了轨道4号线预留用地空间选择和用地核减建议。 同年，据滁州市政府透露，滁州至南京轨道交通南线，就是滁州轨道交通4号线。
2020年，滁州市政府和南谯区政府发布新的滁州轨道交通规划，相比2016年发布的规划，滁州轨道交通4号线长度和站点有明显变化，但起点和终点没有变化。同年，南谯区力争滁宁城际南线十四五开工。同年，滁州市政府力争滁州—乌衣—南京铁路列入长三角多层次轨道交通体系规划，南谯区政府配合做好滁宁城际南线的建设工作。